# Fredrik Rosencrantz
Fredrik Rosencrantz (Tomelilla, 26 ottobre 1879 – Malmö, 15 aprile 1957) è stato un cavaliere svedese, vincitore di una medaglia d'oro nell'equitazione ai Giochi olimpici di Stoccolma 1912 con la squadra svedese di salto ostacoli, composta anche da Gustaf Lewenhaupt, Hans von Rosen e Gustaf Kilman.

## Palmarès
| Anno | Manifestazione  | Sede      | Evento                   | Risultato |
| ---- | --------------- | --------- | ------------------------ | --------- |
| 1912 | Giochi olimpici | Stoccolma | Salto ostacoli a squadre | Oro       |